# Czaszka w krajobrazie
Czaszka w krajobrazie (ang. Skull in a Landscape) – akwarela namalowana przez brytyjskiego malarza Edwarda Burrę w 1946 roku, znajdująca się w zbiorach Imperial War Museum w Londynie.

## Opis
Edward Burra był niekonwencjonalnym artystą, dobrze znanym ze swojego charakterystycznego, indywidualnego stylu. Wykształcony w londyńskich Chelsea School of Art i Royal Academy of Art, Burra zyskał rozgłos w 1929 roku swoją pierwszą indywidualną wystawą. W latach trzydziestych XX wieku był pod wpływem awangardowych ruchów surrealizmu i abstrakcji, nie będąc w pełni zintegrowanym z żadnym z nich. Burra miał tendencję do pracy w akwareli, jego styl był często sardoniczny i makabryczny, wielokrotnie eksplorował sceny przemocy i zniszczenia. Czaszki i szkielety często pojawiały się w jego pracach z tego okresu i można je przypisać przyjaźni Burry z amerykańskim pisarzem Conradem Aikenem. Mocno pociągała go również makabra, a szczególnie interesowała go twórczość belgijskich artystów Jamesa Ensora i Féliciena Ropsa. 
Edward Burra był zbulwersowany okrucieństwem wojny i uważał to za stoczenie się w barbarzyństwo, co dobrze oddaje jego antywojenne dzieło. Upiorna, szkieletowa postać w brytyjskim stalowym hełmie Brodiego kroczy po pozbawionym cech krajobrazie na tle czerwonego nieba. Głowa przypominająca czaszkę ma duże czarne oczodoły i mięsisty nos. Usta widziane z profilu, mają kształt głowy i kręgosłupa ryby, a machające szkieletowe palce mają długie szpony. Uśmiechnięta, szczerząca zęby czaszka wydaje się kpić z ludzkości, która doprowadziła do własnego zniszczenia. Krwawoczerwone niebo można uznać za symbol śmierci spowodowanej II wojną światową, a płaski, jałowy krajobraz przypomina front zachodni I wojny światowej oraz spustoszenie spowodowane zrzuceniem bomb atomowych na Hiroszimę i Nagasaki w sierpniu 1945 roku.